# Вербен (Шпревальд)
Вербен или Ве́рбно (нем. Werben, н.-луж. Wjerbno) — коммуна в Германии, в земле Бранденбург. Входит в состав района Шпре-Найсе. Подчиняется управлению Бург (Шпревальд). Население составляет 1763 человека (на 31 декабря 2010 года). Занимает площадь 24,94 км².

## Политика
На коммунальных выборах 2024 года ХДС получил 80%, гражданское движение 15%. ХДС имеет большинство (10 из 12) мест в коммунальном совете.

## Населённые пункты
Коммуна подразделяется на 2 сельских округа:
- Брамов (Брама)
- Рубен (Рубын)

## Население
Входит в состав культурно-территориальной автономии «Лужицкая поселенческая область», на территории которой действуют законодательные акты земель Саксонии и Бранденбурга, содействующие сохранению лужицких языков и культуры лужичан. Официальным языком в населённом пункте, помимо немецкого, является лужицкий.
| Год  | Население |
| ---- | --------- |
| 2005 | 1872      |
| 2010 | 1795      |

| Год  | Численность | Численность |
| ---- | ----------- | ----------- |
| 2017 | 1693        | [ 1 ] [ 2 ] |
| 2019 | 1708        | [ 5 ]       |
| 2021 | 1709        | [ 6 ]       |
| 2022 | 1730        | [ 7 ]       |
| 2023 | 1735        | [ 3 ]       |

## Известные жители уроженцы
- Косык, Мато (1853—1940) — нижнелужицкий писатель и журналист.